# Lacul Traian
Limanul Traian sau Lacul Cerna este un liman fluviatil din vestul Dobrogei, situat pe cursul inferior al Cernei tulcene, punct de vărsare și al râului Iaila.
Limanul este în mare parte acoperit cu vegetație acvatică și zăgăzuit de un baraj construit în 1965. Pe malurile lacului se află la est satul Traian din comuna Cerna.